# Квирквелия, Леван
Леван Квирквелия (род. в 1999 году в Долгопрудном, Московская область, Российская Федерация — программист, создатель «Дневничка», одного из самых популярных приложений электронных дневников в России.

## Биография
Леван Квирквелия в 1999 году и вырос в подмосковном Долгопрудном. Ещё дошкольником он освоил компьютер под управлением MS-DOS, с младших классов занимался веб-дизайном, практиковался в разработке игр и сервисов. В начале 2010-х годов его школу перевели на электронный дневник «Московского регистра качества образования» (МРКО), но городской сервис оказался неудобным и нестабильным, и тринадцатилетний восьмиклассник Квирквелия разработал собственное приложение электронного дневника.

## Дневничок
Первая версия приложения «МРКО — независимый электронный дневник», разработанная в январе 2014 года под Android парсила данные журнала МРКО и представляло расписание, оценки и домашние задания в удобном виде. К апрелю у «независимого дневника» было больше 1000 пользователей и Квирквелия попросил разработчиков МРКО рассказать о приложении, но те запугали молодого программиста требованиями закона о персональных данных, и тот на полтора года бросил свои наработки.
Новое приложение «МРКО для телефона» под Android и iOS Квирквелия написал летом 2015 года. В приложении появились рекомендации по занятиям, заметки, чат-бот, который подсказывал домашнее задание и реагировал на мемы. В 2016—2017 учебном году аудитория достигла 100 тысяч человек, приложение вышло в топ российского App Store в категории «Образование». В 2018 Квирквелия интегрировал приложение с порталом «Петербургского образования» и «Дневником республики Татарстан.
Только в 2019 году Квирквелия нанял второго программиста и других сотрудников, а в 2020 году сервис получил собственное имя — «Дневничок». На 2021 год «Дневничок» успешно конкурировал с частными «Дневник.ру», «Мой дневник» и «ЭлЖур.Дневник» и государственным дневником «Московской электронной школы» (МЭШ»), который заменил дневник МРКО. Аудитория «Дневничка» к этому времени достигла 2 млн человек, ежемесячно его скачивали 30 тысяч пользователей (против 50 тыс. у «Дневник.ру» и 40 тыс. у «Дневника МЭШ»).

### Конфликт Квирквелии с ДИТ Москвы
С момента перехода на открытый API городского электронного дневника Квирквелия неоднократно сталкивался с проблемами в работе с ДИТ Москвы. Департамент неоднрократно закрывал ему доступ, требовал отчётов о безопасности и стабильности приложения. После очередной блокировки летом 2017 года Квирквелия в статье на  «Хабре» предположил, что это было сделано в интересах конкурирующего приложения от компании «Тактик Лабс», связанной с чиновниками из мэрии Москвы. Публикация вызвала резонанс (и в очередной раз позволила наладить работу приложения), а спустя год история получила новое освещение в расследовании Ивана Голунова о заработке московских чиновников на электронных сервисах города.

## Образование
В 2018 году Квирквелия поступил на факультет бизнес-информатики ВШЭ, но отчислился спустя три месяца, сочтя, что получает больше знаний, работая над собственным проектом.

## Признание
В 2021 году программист стал номинантом рейтинга «30 до 30» российской версии Forbes в категории «Социальные практики».